# Как Иванушка-дурачок за чудом ходил
«Как Ива́нушка-дурачо́к за чу́дом ходи́л» — советский полнометражный цветной широкоформатный художественный фильм-сказка, поставленный на киностудии «Ленфильм» в 1977 году режиссёром Надеждой Кошеверовой.
Премьера фильма состоялась 24 октября 1977 года.

## Сюжет
Иванушка-дурачок встречает в лесу грабителя. После схватки с ним Иванушка относит мешок с награбленным к дому хозяина, купца Марко Петровича Богатого. Там он встречается с его дочерью Настей. Они полюбили друг друга, но Марко Богатый не хочет их брака и посылает бабу Варвару отравить Иванушку.
Настя передаёт Иванушке письмо, в котором предупреждает его об опасности. Бабе Варваре не удаётся отравить главного героя. Она рассказывает Иванушке правду и предлагает тайно уехать, а сама возвращается и говорит Марко Богатому, что Иванушка якобы умер. Услышав это, Настя падает в обморок и лишается чувств. Приглашённый Марко Богатым заморский лекарь приводит Настю в сознание, но чувства к ней так и не возвращаются. Лекарь объясняет Марко Богатому, что помочь Настеньке может только чудо. Иванушка, по просьбе Варвары, идёт за помощью к Бабе-Яге, и та советует ему отправиться к волшебнику Лукомору.
Иванушка пускается в путь. По дороге коня у него крадёт конокрад Фёдор, но убеждает Иванушку, будто это был он, когда-то превращённый колдуном в коня. Простодушный Иванушка верит конокраду и отдаёт ему последние деньги. Тогда в Фёдоре просыпается совесть, и он возвращает украденного коня. Перехитрив короля, Иванушка проходит через тридесятое королевство. Он спасает Лукомора от разочарования в людях, а тот даёт Иванушке волшебные вещи: грифельную доску с мелком и подковы-скороходы.
Тем временем Настю пытается вылечить шарлатан Али-Баба Евстюгнеев. С помощью волшебной доски Иванушке удаётся исцелить Настю.

## В ролях
- Олег Даль — Иванушка-дурачок
- Елена Проклова — Настенька (она же Анастасия Марковна), дочка Марко Богатого
- Михаил Глузский — Марко Петрович Богатый, злой и коварный купец
- Татьяна Пельтцер — баба Варвара
- Владимир Этуш — Али-Баба Евстюгнеев, «русский факир и выученик тибетских халдеев»
- Андрей Попов — Лукомор Лукоморыч, недоверчивый волшебник
- Александр Бениаминов — Лука, слуга волшебника
- Мария Барабанова — Баба-Яга
- Игорь Дмитриев — король
- Михаил Боярский — Фёдор Иванович, конокрад
- Сергей Филиппов — заморский лекарь

## Съёмочная группа
- Сценарий — Михаил Вольпин
- Режиссёр-постановщик — Надежда Кошеверова
- Главный оператор — Эдуард Розовский
- Художники — Марина Азизян, Владимир Костин
- Композитор — Моисей Вайнберг
- Звукооператор — Семён Шумячер
- Текст песен — Михаил Вольпин
- Балетмейстер — Святослав Кузнецов